# Megistotherium
Megistotherium — викопний рід гієнодонтид з єдиним відомим видом Megistotherium osteothlastes. Можливо, це молодший синонім Hyainailouros sulzeri.

## Опис
Megistotherium osteothlastes — велика гієнодонтида (до 66 см у довжину й 500 кг маси), яка жила в епоху раннього міоцену близько 23 мільйонів років тому. Останки були знайдені в Кенії, Єгипті, Намібії, Уганді, Лівії.
Земля, яка зараз є пустелею Сахара була значно родючішою в міоцені. Значна її частина була трав'янистою, а опадів було багато. Озера та ставки давали воду для великої фауни, що забезпечувало Megistotherium та іншим хижакам достатній запас здобичі.

## Таксономія
Клада Hyaenodontidae включала різноманітну групу хижаків креодонтів, які були найбільш успішними в еоцені, перш ніж, можливо, були екологічно витіснені рядом хижих під час пізнього олігоцену. Megistotherium з'явився в міоцені наприкінці розквіту гієнодонтид. Hyainailouros sulzeri дуже близький до Megistotherium, надзвичайно схожий за розміром, структурою та співвідношенням — з довгим хвостом, короткими кінцівками та міцним тілом. Інші вчені припускають, що Megistotherium насправді є молодшим синонімом Hyainailouros sulzeri, який серед інших останків відомий за майже повним скелетом і був знайдений в Європі, Азії та Намібії і тому походить з тих самих місцевостей.